# 林李明

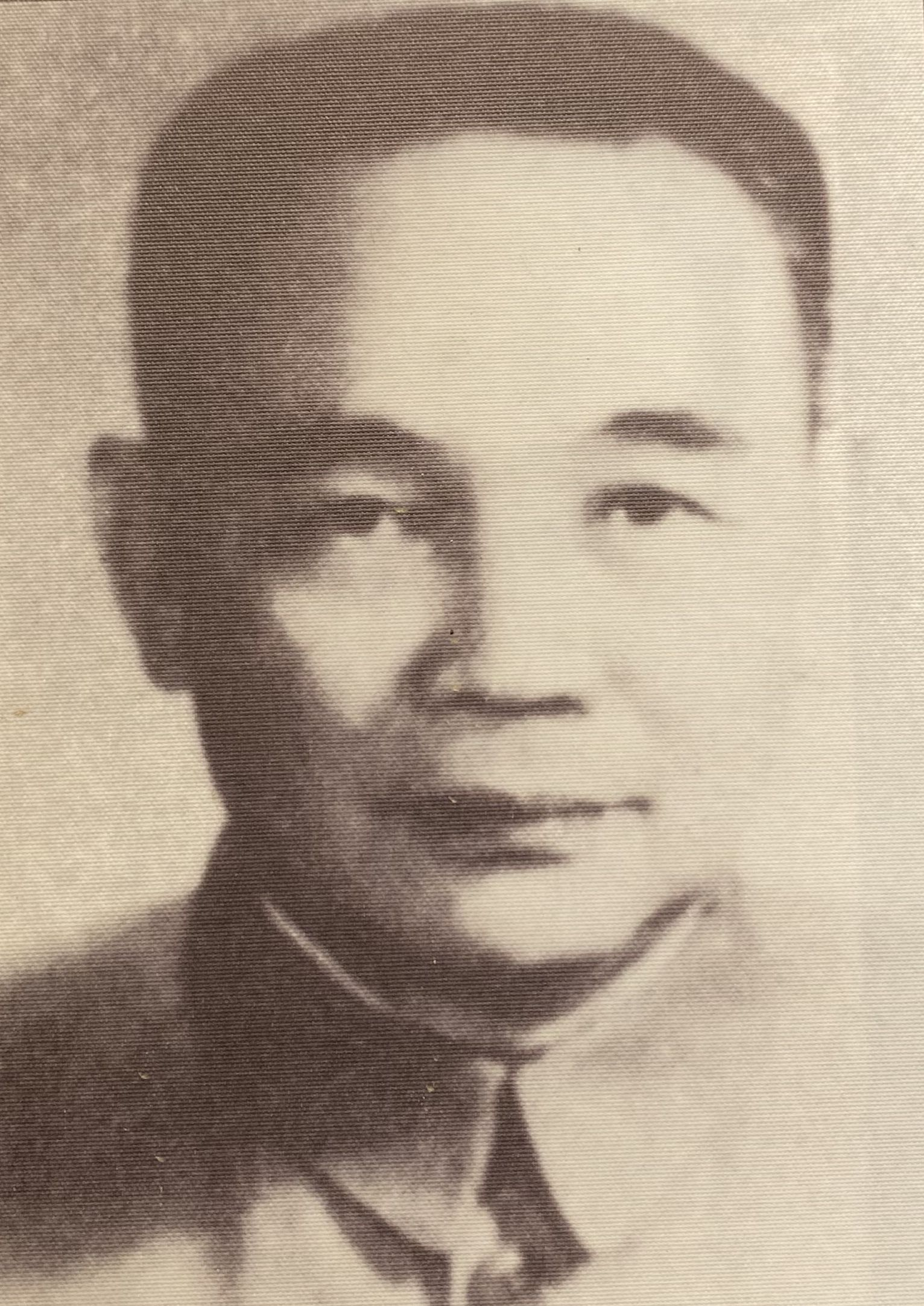
林李明肖像照

林李明（1910年—1977年），原名林猷杏，曾名林克明、李吉明、李明，男，广东文昌人，中华人民共和国政治人物。

## 生平
林李明是广东文昌县文教镇康美村人。早年参加学生运动，后入狱被捕。1938年，出任中共广东省委巡视员，琼崖特委书记。1945年，任中共琼崖特委副书记兼琼崖纵队政治部主任。1955年，任广东省政协副主席。1961年，任广东省人民委员会副省长。1965年，任广东省代省长。1970年，任中共广东省委常委。